# Tättaggig knappkaktus
Tättaggig knappkaktus (Epithelantha bokei) är en suckulent växt inom knappkaktussläktet och familjen kaktusväxter. Den blir mellan 2,5 och 5 centimeter i diameter och har rosa blommor som utvecklas på toppen av plantan.
Arten förekommer i södra Texas och norra Mexiko (delstater Coahuila och Chihuahua). Den ingår i buskskogar på kalkstensgrund.
Flera exemplar plockas som prydnadsväxt. Hela populationen anses vara stabil. IUCN listar arten som livskraftig (LC).

## Systematik
Tättaggig knappkaktus beskrevs av Lyman Benson i en monografi som publicerades 1969.